# Guldfingersvamp
Guldfingersvamp (Ramaria pallidosaponaria) är en svampart som beskrevs av R.H. Petersen 1989. Ramaria pallidosaponaria ingår i släktet Ramaria och familjen Gomphaceae. Det första rapporterade fyndet i Sverige gjordes i Salems kommun. Inga underarter finns listade i Catalogue of Life.
I den svenska databasen Dyntaxa används istället namnet Ramaria lutea för samma taxon.  Arten är reproducerande i Sverige.